# Robert Satcher
Robert Lee Satcher Jr. (Hampton, 22 de septiembre de 1965) es un médico, ingeniero químico y ex-astronauta estadounidense.
Realizó su primer vuelo en noviembre de 2009 como especialista de misión en la misión STS-129 del transbordador espacial Atlantis, durante la cual realizó dos actividades extravehiculares, con una duración total de 12 horas y 19 minutos.

## Biografía
Nacido en Hampton (Virginia), Satcher se graduó en el Denmark-Olar High School de Denmark (Carolina del Sur) en 1982, y se licenció en Ciencias y se doctoró en Ingeniería Química en el Instituto de Tecnología de Massachusetts (MIT). Posteriormente estudió Medicina en la Universidad de Harvard, donde se doctoró en 1994. Realizó su residencia en la Universidad de California en San Francisco entre 1995 y 2000. Disfrutó de una beca de investigación posdoctoral en la Universidad de California en Berkeley en 1998 y de una beca de oncología ortopédica en la Universidad de Florida entre 2000 y 2001.
Antes de ser admitido en el programa de astronautas de la NASA, fue profesor adjunto en la Facultad de Medicina Feinberg de la Universidad del Noroeste, en el Departamento de Cirugía Ortopédica. También fue médico adjunto de cirugía ortopédica en el Children's Memorial Hospital de Chicago (Illinois), especializado en oncología musculoesquelética, y profesor adjunto en el Departamento de Ingeniería Biomédica de la Escuela de Ingeniería de la Universidad del Noroeste.
También ha trabajado en el Centro Oncológico Integral Robert H. Lurie y el Instituto de Bioingeniería y Nanotecnología en Medicina Avanzada de la Universidad del Noroeste. Recibió una beca Schweitzer que le permitió realizar una estancia en el Hospital Albert Schweitzer de Lambaréné (Gabón).

### Astronauta en la NASA
Seleccionado por la NASA en mayo de 2004, completó el curso de formación en febrero de 2006 y fue designado para la misión del transbordador espacial STS-129 en septiembre de 2008. El 16 de noviembre de 2009 despegó a bordo del transbordador espacial Atlantis con destino a la Estación Espacial Internacional (ISS). En esta misión, Satcher realizó dos actividades extravehiculares: el 19 de noviembre realizó un primer paseo espacial junto con Michael Foreman para, entre otras tareas, instalar una antena de reserva y tanques de oxígeno en el exterior de la estación, tender cables y lubricar piezas móviles. El 23 de noviembre de 2009 realizó un segundo paseo espacial con Randolph Bresnik. Estas actividades extravehiculares tuvieron una duración total acumulada de 12 horas y 19 minutos.
Abandonó la NASA en septiembre de 2011 para incorporarse al Departamento de Oncología Ortopédica del Centro Oncológico MD Anderson de la Universidad de Texas.

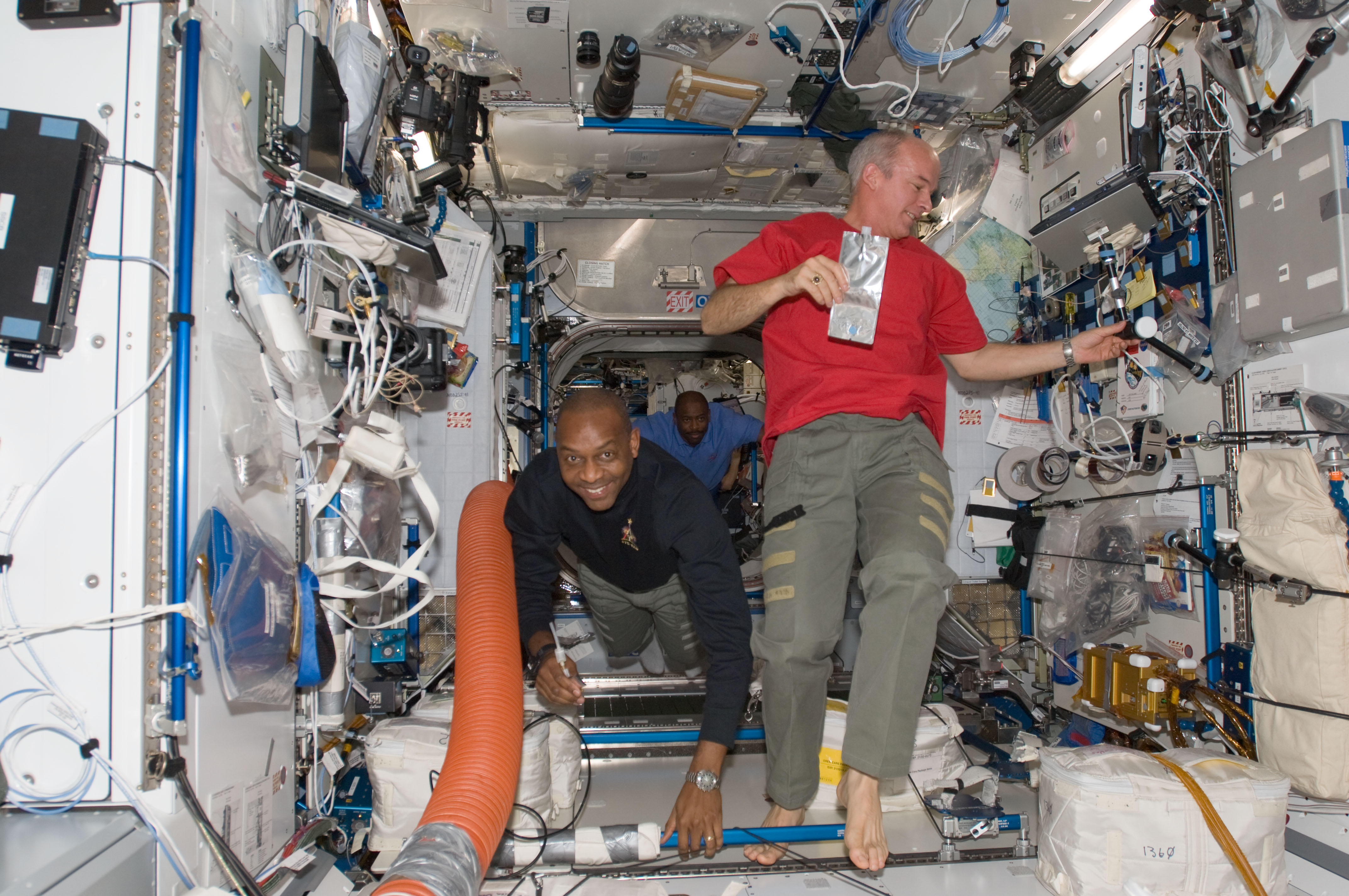
Satcher y Leland Melvin flotando dentro del Nodo 2. Jeff Williams está bebiendo agua.
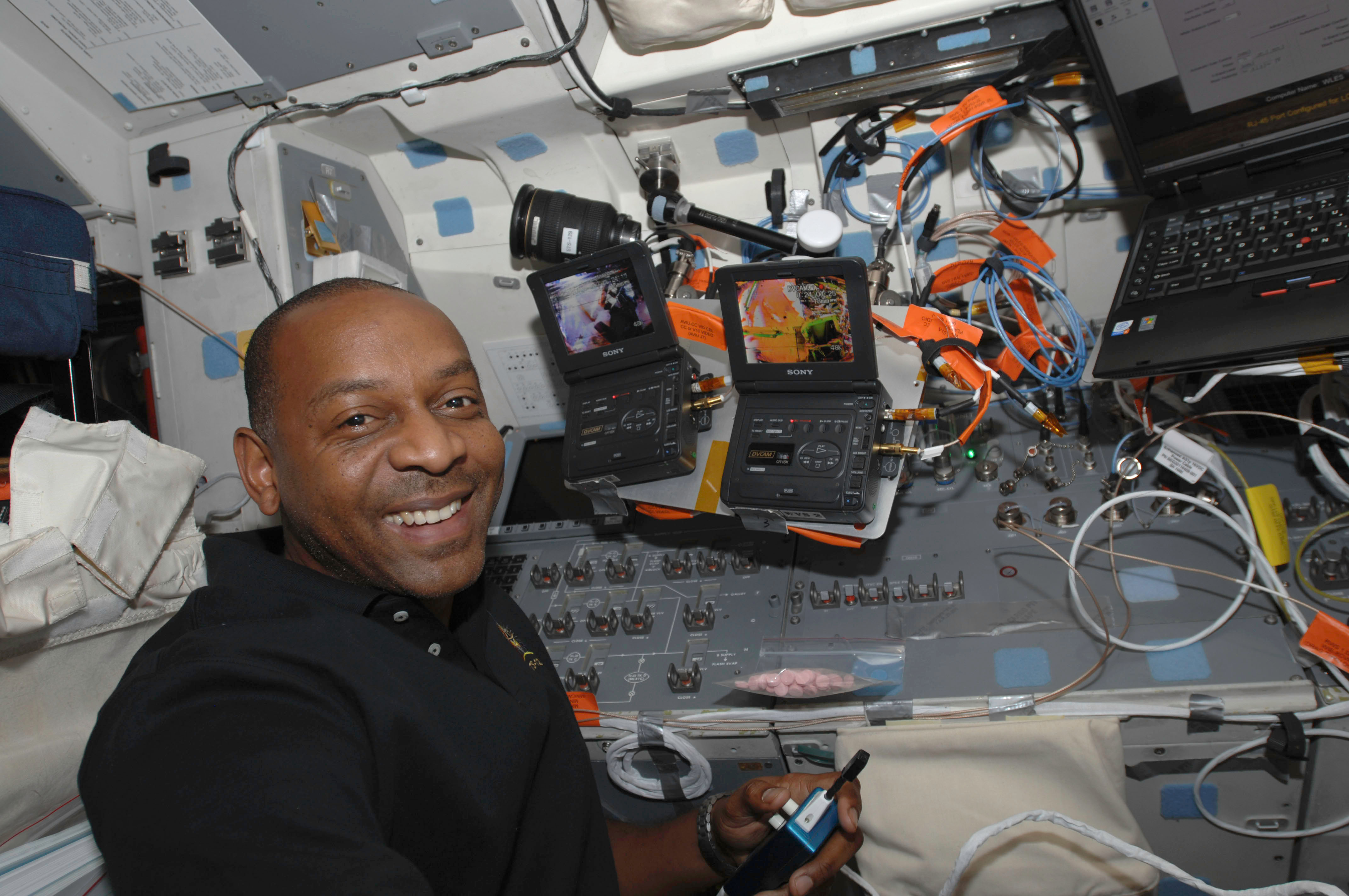
Satcher en el transbordador espacial durante la misión STS-129
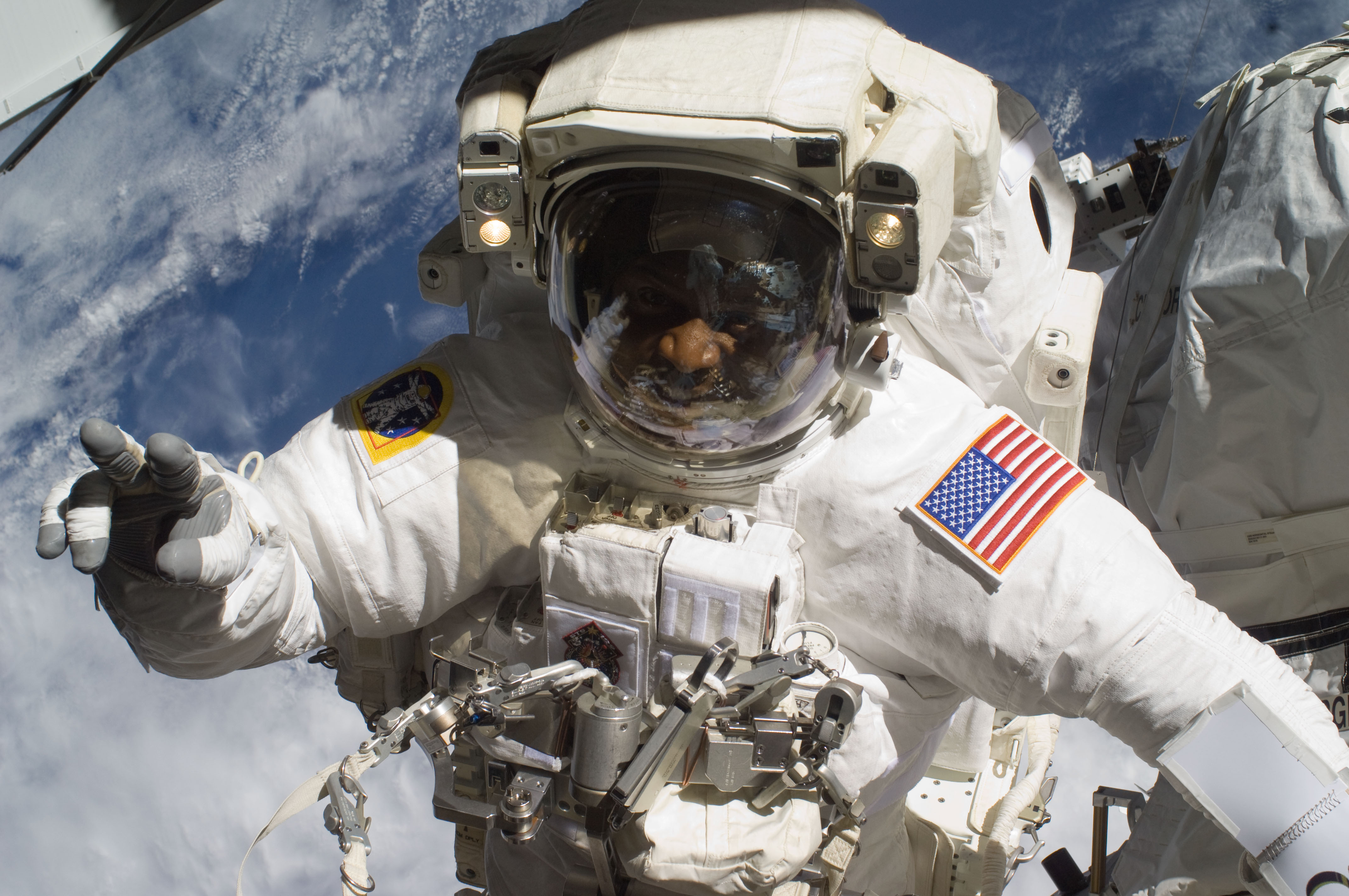
Satcher durante su EVA